# Knut Bengtson
Knut Sverre Bengtson (ur. 3 czerwca 1919 w Oslo, zm. 7 maja 1976 tamże) – norweski żeglarz, olimpijczyk.
Na regatach rozegranych podczas Letnich Igrzysk Olimpijskich 1948 wystąpił w klasie Swallow zajmując 8. pozycję. Załogę jachtu Nora tworzył z nim Øivind Christensen.
Szesnaście lat później zajął zaś 15. lokatę w klasie Dragon na jachcie Monica. Załogę uzupełniali wówczas Morits Skaugen i Egil Ly.